# Приречье (Кемеровская область)
Прире́чье — посёлок в Юргинском районе Кемеровской области. Входит в состав Проскоковского сельского поселения.

## География
Посёлок находится на правом берегу реки Лебяжья, на расстоянии 20 км к северу от города Юрга, административного центра района, и 100 км к северо-западу от города Кемерово, административного центра области. Абсолютная высота — 114 м над уровнем моря. От посёлка до трассы Р255 (Юрга — Томск) проложена автодорога длиной 2 км (через деревню Милютино).

## История
В XX веке на территории посёлка располагалась СИБлаговская зона № 1, участок НКВД. В 1967 году указом Президиума Верховного Совета РСФСР посёлок фермы № 1 совхоза «Лебяжье» переименован в Приречье.

## Население
| 2010 |
| ---- |
| 97   |